# Mellem Væggene
Mellem væggene er en dansk kortfilm fra 2018, som er instrueret og skrevet af Nicolai Af Rosenborg. Filmen er en afgangsfilm fra filmskolen "European film College". Filmen handler om en ung dreng ved navn "William" (Justin Geertsen) som oplever en gammel dames (Birgitte von Halling-Koch) sidste 20 minutter i hendes lejlighed, hvor hun har boede hele sit voksent liv før hun skal på plejehjem.

## Medvirkende
- Justin Geertsen som William
- Birgitte von Halling-Koch som Marie
- Alexander Stæger som Ægtemand
- Charlotte af Rosenborg som Datter